# 大伊納瓜島
大伊納瓜島是巴哈馬的島嶼，位於小伊納瓜島西南面8公里的大西洋海域，距離古巴90公里，長90公里、寬30公里，面積1,544平方公里，最高點海拔高度33米，2000年人口969。